# Гуркхи

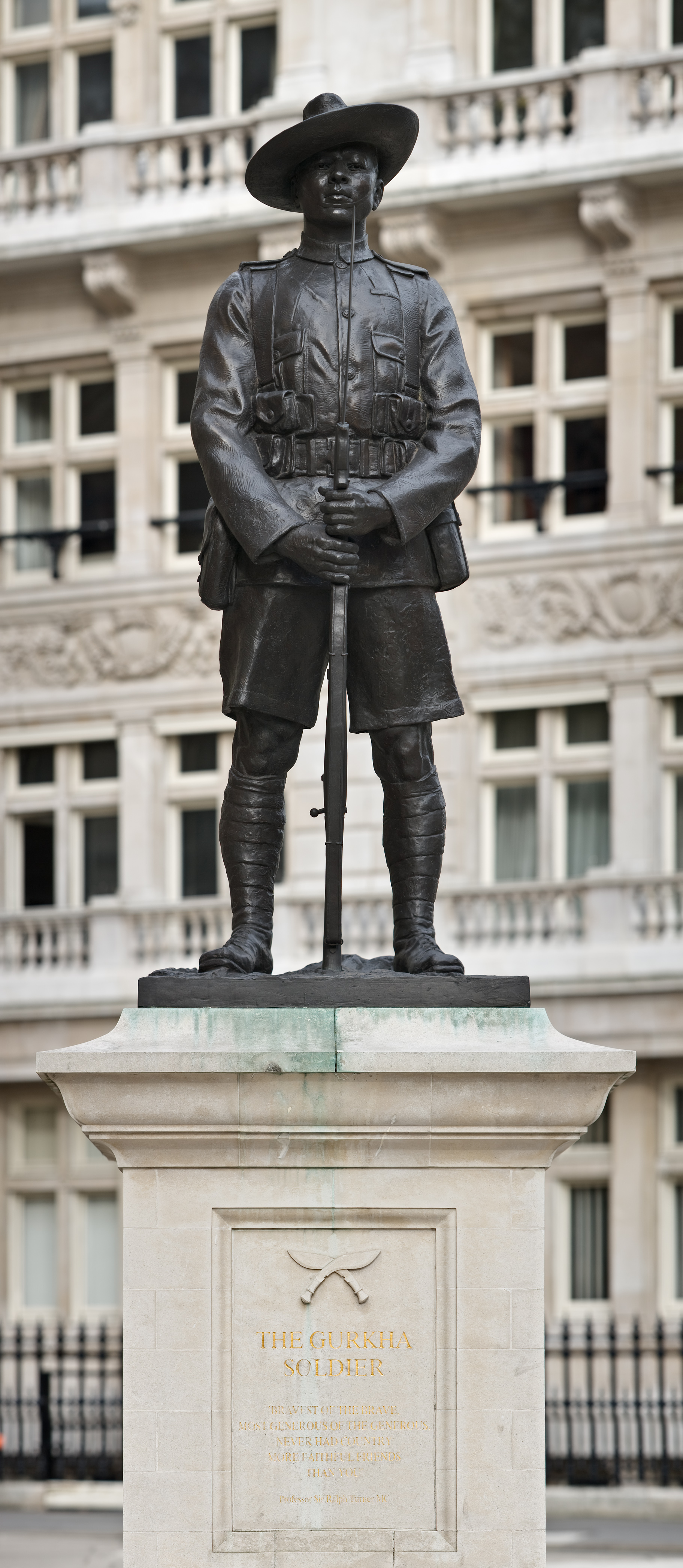
Памятник гуркхам в Лондоне у здания Министерства обороны Великобритании

Гу́ркхи (гурки) (англ. Gurkha, непальск. गोर्खा) — войска Великобритании (первоначально — колониальные войска) и Индии, набирающиеся из непальских добровольцев. Появились в 1815 году. Гуркхи принимали участие в подавлении антиколониальных восстаний в Индии (сикхов и сипаев), и в англо-сикхских войнах. Также гуркхи воевали в Первой мировой войне против врагов Великобритании на Ближнем Востоке и во Франции. В годы Второй мировой войны гуркхи воевали в Африке, Юго-Восточной Азии и Италии. В 1982 году 1-й батальон 7-го полка гуркхов принимал участие в Фолклендском конфликте. В настоящее время численность гуркхов насчитывает 2500 солдат и офицеров. В английские королевские полки могут попасть юноши не моложе 17 лет. Минимальный срок службы — 5 лет. Гуркхов отличает строжайшая дисциплина, смелость и верность присяге.

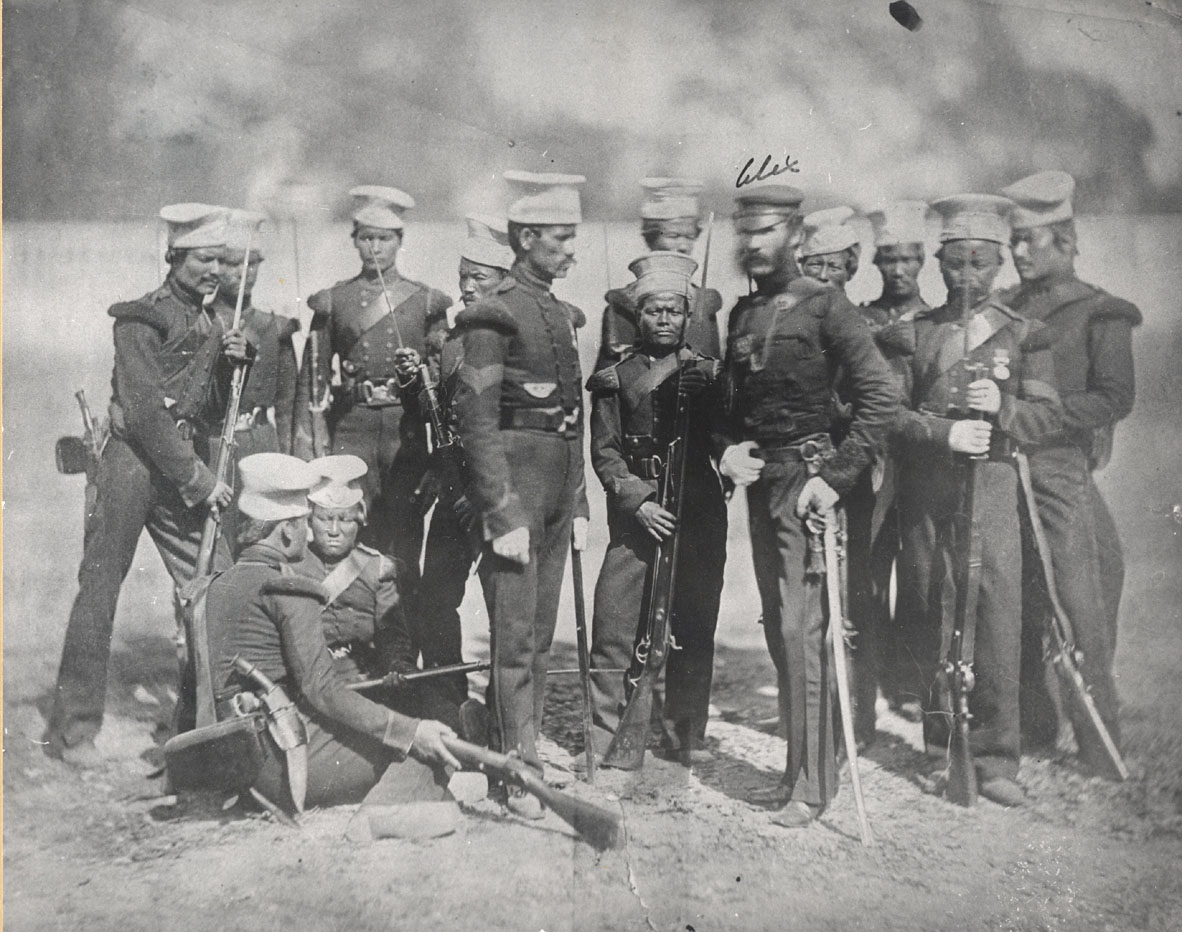
Гуркхи. 1857 год

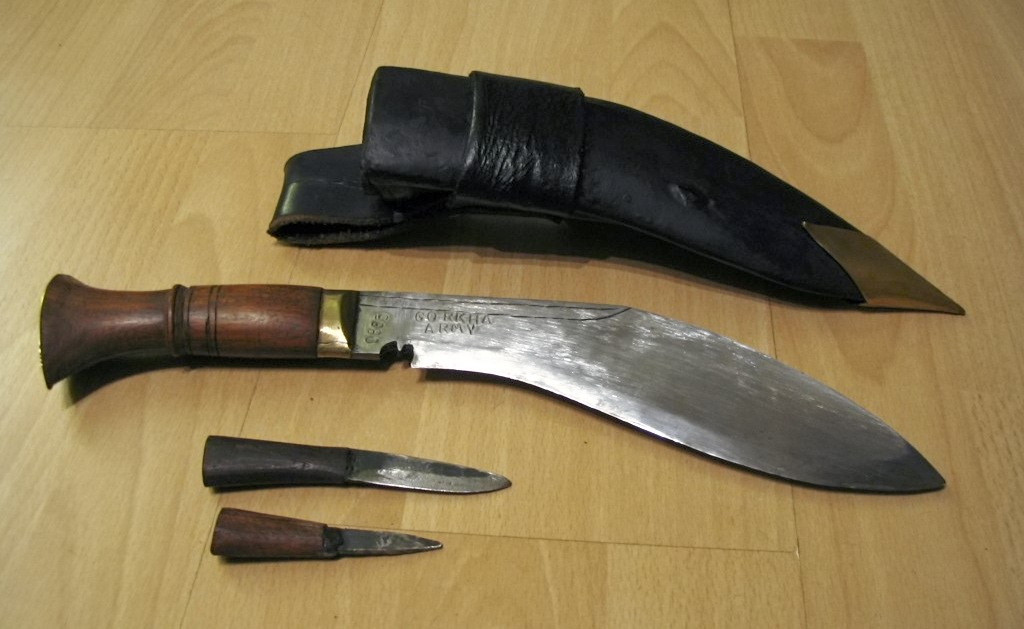
Нож гуркхов кукри

В 1769 году княжество Горкха, от названия которого и произошло английское слово Gurkha (гуркхи), захватило контроль над территорией современного Непала. В 1814—1816 годах произошла британо-гуркхская (англо-непальская) война, в которой гуркхи оказали ожесточённое сопротивление войскам Британской Ост-Индской Компании; по итогам этой войны Непал сделал ряд территориальных уступок, взамен которых Компания обязалась выплачивать ему 200 тыс. рупий ежегодно. Мирный договор в основном определил современные границы Непала и сделал государство зависимым от британской короны.
С 1815 года начался набор гуркхских добровольцев в ряды британской колониальной армии. После оставления англичанами Индии гуркхи продолжают служить в Вооружённых Силах Индии и Великобритании. По современным законам, гуркхи не считаются наёмниками так как они полностью интегрированы в английскую военную систему и служат на тех же основаниях, что и британские военнослужащие. Аналогичные правила применяются к гуркхам на службе Индии.
Гуркхи принадлежат к самым разным непальским этническим группам.
Боевой клич гуркхов «Jai Mahakali, Ayo Gorkhali» переводится, как «Слава Великой Кали, идут Гуркхи!».
Традиционным оружием гуркхов является боевой нож кукри.

## На службе Британской Ост-Индской Компании
Гуркхи служили по контракту в войсках Компании в Войне Пиндари 1817, Бхаратпур 1826, первой и второй англо-сикхских войнах (1846, 1848). Во время восстания 1857 года гуркхи воевали на стороне британцев, и были включены в состав Армии Британской Индии.

## На службе в армии Британской Индии

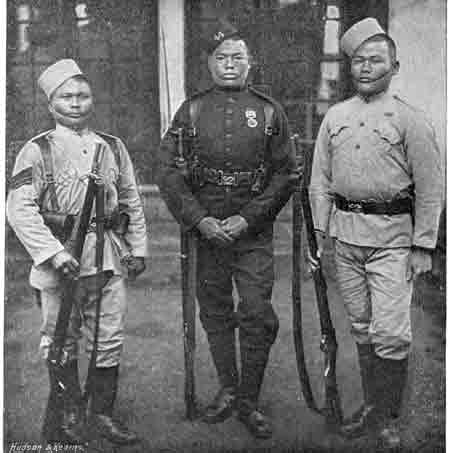

С 1857 года гуркхи несут службу в Бирме, Афганистане, на северо-восточной и северо-западной границах Индии, на Мальте (во время русско-турецкой войны 1877-78 годов), Кипре, Малайзии, Китае («боксёрское» восстание 1900), и Тибете (экспедиция Янгхасбанда в 1905). В период 1901—1905 гуркхи были переформированы в 10 стрелковых полков.
В годы первой мировой войны 114 тысяч гуркхов воевали на разных фронтах против германских и турецких войск во Франции, Месопотамии, Персии, Суэцком канале и Палестине, в Галиполи и Салониках. Одно подразделение служило с Лоуренсом Аравийским. Солдаты со страшными кхукри (ножами) сразу завоевали репутацию опасных и стойких противников. Были связаны с ними и некоторые казусы. Так, определенные сложности вызывал маленький рост гуркхов. Когда они бросались в атаку с передовых позиций, а на их место подтягивались английские подразделения, англичанам приходилось принимать дополнительные меры безопасности. Вырытые по росту гуркхов окопы оказывались чуть ли не по пояс рослым британским солдатам. Когда же непальцы попадали в окопы, вырытые англичанами, то они не могли дотянуться до бруствера и вести огонь. Совершенно невозможно было проводить с ними занятия по надеванию противогазов. Стоило одному из гуркхов натянуть защитную маску, как все подразделение покатывалось со смеху. В рассказах о своеобразном чувстве юмора непальских солдат упоминается случай, когда из-за их «смешливости» в разгар боевых действий была сорвана атака. Дело в том, что выходивший на позиции отряд гуркхов стал свидетелем любовных игр двух верблюдов. Позабыв обо всем, гуркхи предались веселью, наблюдая за ласками неуклюжих животных.
В межвоенный период гуркхи приняли участие в третьей англо-афганской войне 1919 года, и ряде кампаний на Северо-Западной границе, в частности, в Вазиристане.
С началом Второй мировой войны монарх Непала разрешил британцам развернуть до 55 гуркхских батальонов общей численностью 250 тыс. чел. Помимо несения гарнизонной службы в Индии, они воевали в Сирии, Северной Африке, Италии, Греции, сражались против японцев в Сингапуре и Бирме. В Италии гуркхи прославились своей храбростью в сражениях против десантников Люфтваффе в битве под Монте-Кассино.

## Постколониальный период
С получением Британской Индией независимости (и её разделением на Индию и Пакистан), 6 гуркхских полков присоединились к индийской армии, 4 — к британской. Британские полки гуркхов были сокращены до 2-х батальонного состава, тогда как индийские, наоборот, развёрнуты до 12-ти батальонного. Сейчас в индийской армии имеется 39 батальонов гурков. Они служат в качестве пехоты и пограничных войск.
9 апреля 1949 года власти Сингапура набрали контингент гуркхов для службы в местной полиции (первоначально — 142 человека, в настоящее время около 2 тыс.) Власти Султаната Бруней также набрали подразделение из 2 тыс. гуркхов — ветеранов британской армии, которое занимается охраной султана, его семьи, и нефтяных вышек. Часть гуркхов проживает в Гонконге, где они хорошо зарекомендовали себя, в частности, на службе в полиции.
В британском полку гуркхов сейчас около 3500 человек. Солдат для бригады по-прежнему набирают в горных районах Непала. При этом ежегодно на места 200 новобранцев претендуют около 28 тысяч молодых людей. Процедуру отбора нередко называют одной из наиболее жёстких в мире — претендентам, например, приходится в течение 40 минут бежать в гору, неся на спине корзину с грузом камней весом 20 кг.

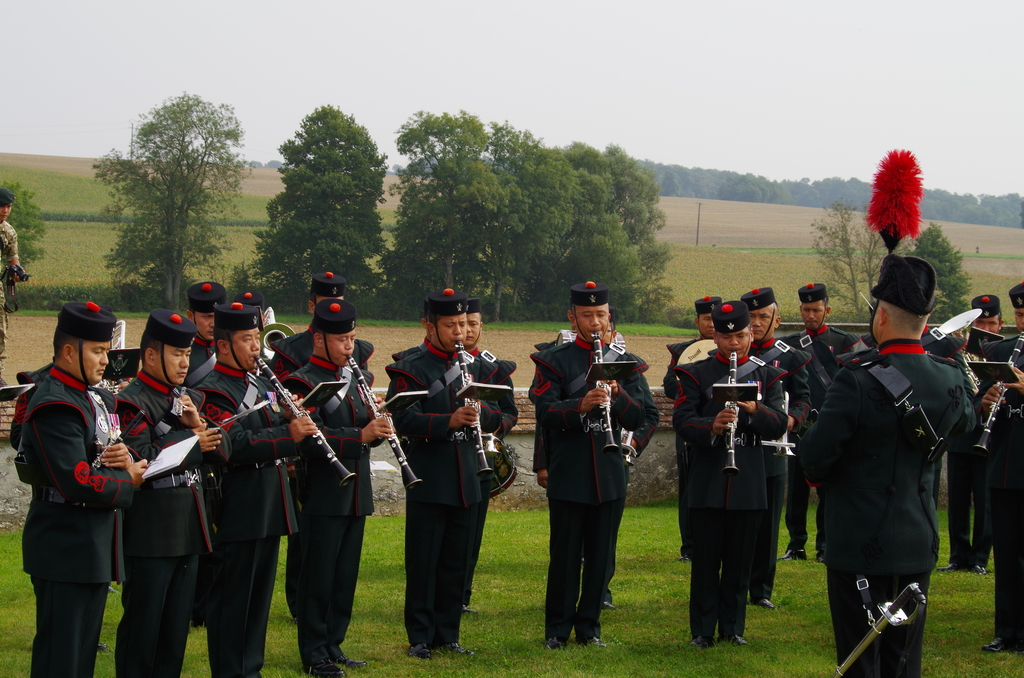
Оркестр гуркхов британской армии выступает во Франции, 2014 г.

Ядро полка — два стрелковых батальона. Это подразделения легкой пехоты быстрого реагирования, без бронетехники. Все военнослужащие стрелковых батальонов получают парашютную подготовку. Один батальон расквартирован в Великобритании, в местечке Черч Крукхэм в графстве Хэмпшир, а второй — в Брунее. Имеются также два эскадрона боевых инженеров, три эскадрона связи, логистический (транспортный) полк, военный оркестр и два полувзвода для проведения парадов.
Гуркхи должны прослужить в армии, как минимум, 15 лет, чтобы получить право на пенсию; а максимальный срок службы — 30 лет. После прохождения воинской службы гуркхи демобилизуются и возвращаются в Непал. В последнее время некоторые гуркхи добиваются от британского военного ведомства назначения им таких же пенсий, выплат и льгот, которые получают британские отставники

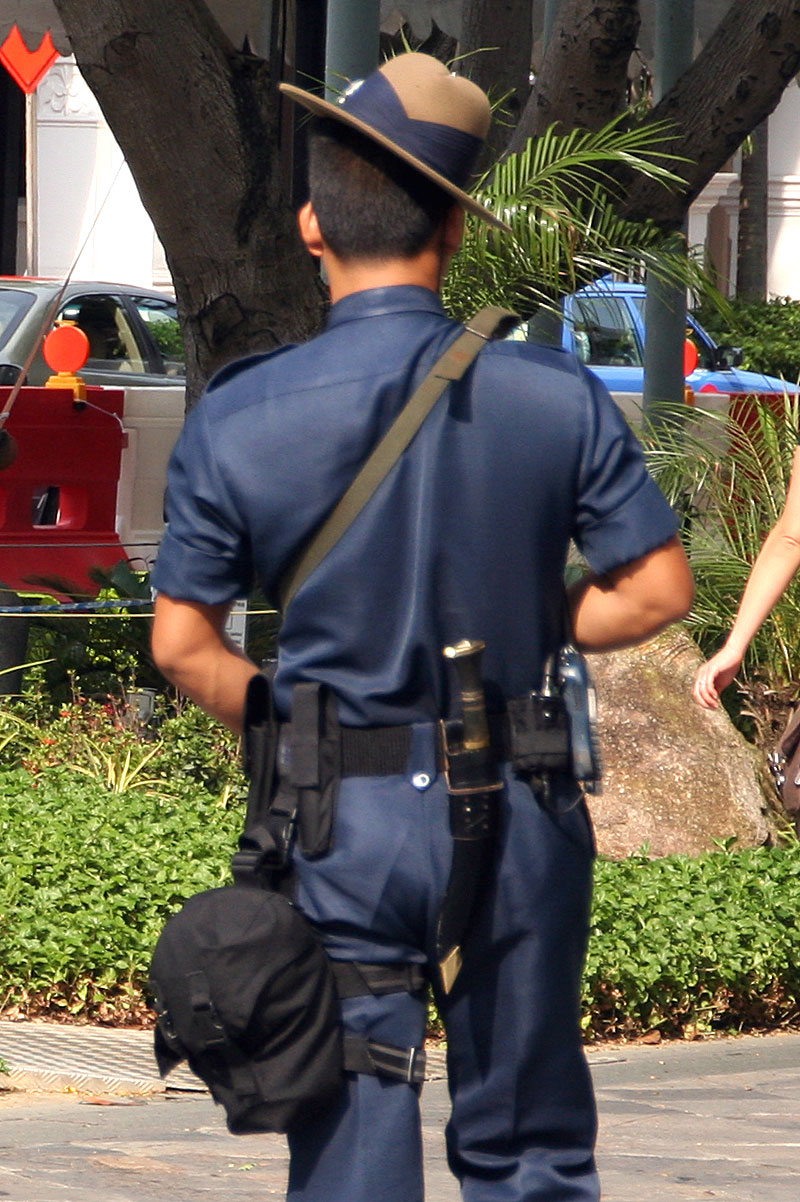
Гуркхский полицейский с кукри на поясе (Сингапур)

С июля 2006 английские власти предоставляют британское гражданство гуркхам и их потомкам, служившим в составе британской армии на территории бывших колониальных владений империи (Малайзия, Сингапур, Гонконг). Таких людей, по расчётам британских иммиграционных властей, насчитывается до 140 тыс. чел.
С 2022 года российская ЧВК "Вагнер" начала активно вербовать гуркхов для участия в боевых действиях на Украине (позже это продолжила делать регулярная российская армия).

## Система воинских званий гуркхов
- Субедар майор (соответствует майору)
- Субедар (капитан)
- Джемадар или Наиб субедар (лейтенант)
- Хавилдар Майор (старший сержант)
- Хавилдар (сержант)
- Наик (капрал)
- Стрелок

По правилам, действовавшим до недавнего времени[когда?]

, офицерские звания гуркхов считались ниже любых других британских офицерских званий. Гуркхи-офицеры не могли командовать иными британскими подразделениями, кроме гуркхов. Сейчас эти правила отменены[когда?]

, и гуркхи получают обычные офицерские звания британской армии.

## Интересные факты
В британском полку гуркхов служат преимущественно представители монголоидных тибето-бирманских народов (гурунги, шерпы, таманги и др.) Непала.